# Lexikaliserade fraser
Lexikaliserade fraser är färdigformulerade uttryck som speglar det rådande kulturmönstret med dess värderingar och attityder. I alla kulturer och därmed i varje språk, finns ett stort antal lexikaliserade fraser, vilka ofta uppfattas som fasta ordförbindelser. Dessa kallas ibland frasem eller lexfraser. Alla frasem som används inom ett kulturområde begränsas i en rumstid, alltså en i rummet och tiden begränsad kultur. Därför reflekterar de lexikaliserade fraserna den rådande mentaliteten i respektive kultur. 
Flera ord som tillsammans utgör en betydelsebärande enhet, som inte är en sats, kallas fras. En fras är syntaktiskt produktiv medan en lexikaliserad fras är ett färdigformulerat uttryck som uppstått när vissa ordsammanställningar, fraser, använts så ofta att de uppfattas som fasta begrepp i språket. Lexikaliserad fras, lexfras och frasem är tre olika namn för samma begrepp. 

## Exempel
Ordföljdsvariationerna i en lexikaliserad fras är ofta begränsade; man säger Tack för senast, inte Senast tackar jag för, men de lexikaliserade fraserna kan i vissa fall ta inre bestämningar som till exempel Tack för det trevliga sällskapet. I tal utmärker sig de lexikaliserade fraserna genom att de ofta (inte alltid) har konnektiv prosodi av den typ där det högra ledet dominerar. Det vänstra ledet deaccentueras ofta, som i frasemet Tack för maten, då det högra ledet, máten har huvudtryck.